# Ferdinand Hiller
Ferdinand Hiller (Francoforte sul Meno, 24 ottobre 1811 – Colonia, 11 maggio 1885) è stato un compositore, direttore d'orchestra e critico musicale tedesco.

## Biografia
Già allievo di Johann Nepomuk Hummel, nel 1828 si trasferì a Parigi, dove rimase fino al 1835 intrattenendo relazioni con importanti personalità del mondo musicale, tra cui Chopin, Berlioz, Rossini e Bellini, ed esibendosi spesso come pianista accompagnatore di violino.
Allontanatosi da Parigi, grazie all'interessamento di Rossini fece rappresentare nel 1839 alla Scala la sua prima opera, Romilda, che, nonostante la sapiente orchestrazione e la buona messa in scena, si rivelò un insuccesso. Hiller proseguì tuttavia il suo viaggio nella penisola dove, durante il biennio 1840-41, si dedicò allo studio della musica sacra, sotto la guida dell'abate Baini.
Fatto ritorno nella città natale, intraprese alcuni viaggi lungo tutta la Germania, prima di stabilizzarsi definitivamente nel 1850 a Colonia, dove fondò e diresse il locale conservatorio.
Furono anni ricchi di stimoli, durante i quali Hiller frequentò alcuni dei più grandi musicisti europei del tempo, tra cui Mendelssohn, Schumann, Brahms e anche con Joachim e Spohr. 

## Produzione musicale

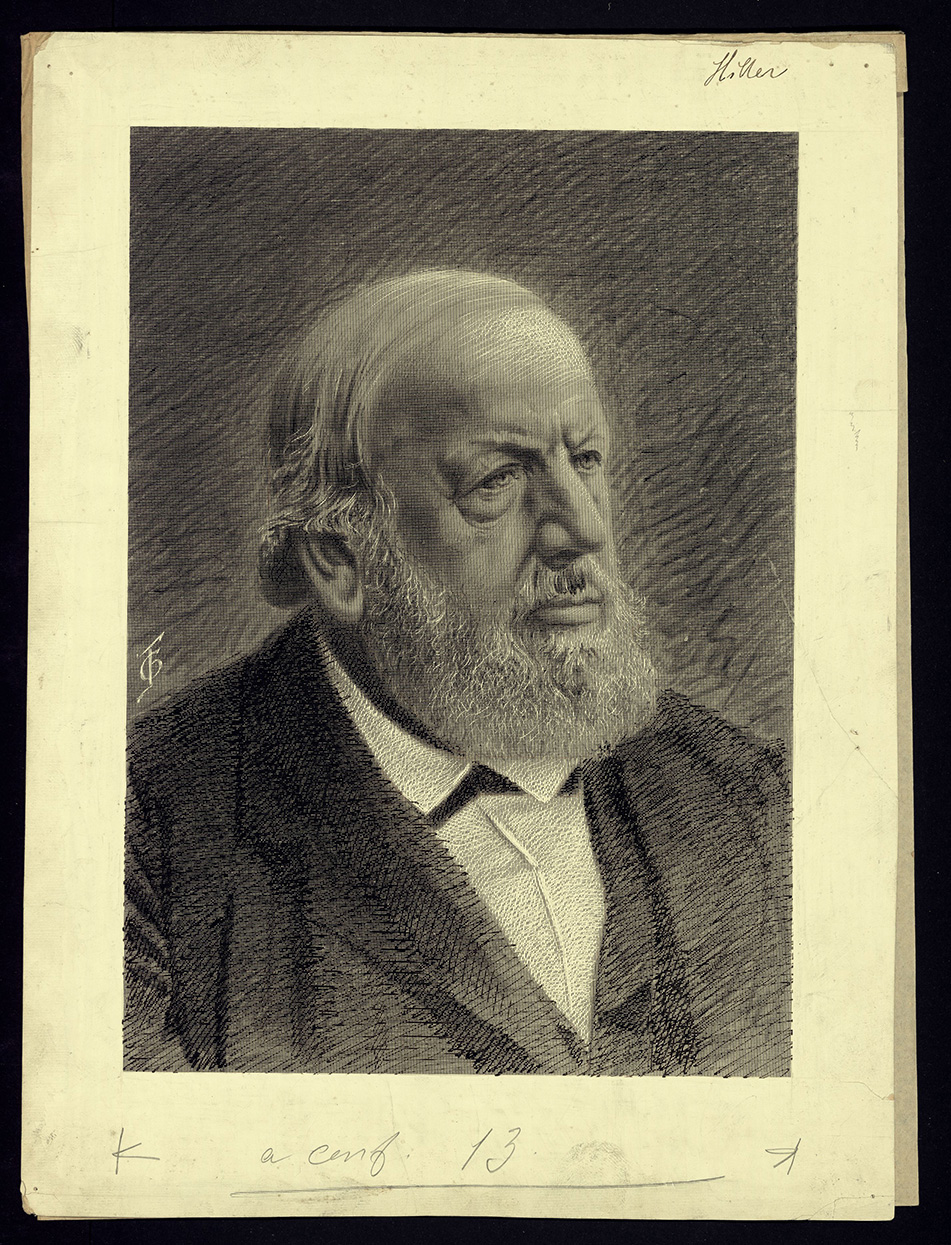
Ritratto di Ferdinand Hiller, compositore (1811-1885). Archivio Storico Ricordi

La sua produzione musicale, influenzata dai diversi contatti, risulta non troppo ampia, ma ben articolata. Comprende 6 opere teatrali, 2 oratori, composizioni vocali con orchestra, 4 sinfonie e 4 ouverture.
Per quanto riguarda la musica per strumento solista, si ricordano i 3 concerti per pianoforte, altre pagine pianistiche (studi e romanze) e 1 concerto per violino.
Fu attivo inoltre come critico musicale, pubblicando volumi di storia e critica musicale, trattati di armonia e contrappunto.